# Mamakan
Mamakan – osiedle typu miejskiego w azjatyckiej części Rosji, w obwodzie irkuckim.
Leży u ujścia rzeki Mamakan do Witimu; ok. 12 km na zachód od Bodajbo; 4 tys. mieszkańców (2005). Znajduje się tu Mamakańska Elektrownia Wodna.
Powstało w 1957 roku jako baza budowniczych elektrowni.